# 北海道道51號津別陸別線
北海道道51號津別陸別線（日语：北海道道51号津別陸別線），是一條連接北海道網走郡津別町與足寄郡陸別町的主要道级道路（北海道道）。

## 路線數據
- 起點：北海道網走郡津別町字双葉（＝國道240號交點）
- 終點：北海道足寄郡陸別町陸別本通1丁目（＝國道242號、北海道道502號斗滿陸別停車場線交點）
- 總長：31.6km
- 重疊路段：陸別町陸別本通2丁目－陸別町陸別本通1丁目（北海道道143號北見白糠線）

## 經過的自治體
- 鄂霍次克綜合振興局
  - 網走郡津別町
- 十勝綜合振興局
  - 足寄郡陸別町

## 主要連接道路
- 津別町
  - 國道240號＝雙葉（起點、接續北海道道494號訓子府津別線）
  - 北海道道682號二又北見線＝二又
- 陸別町
  - 北海道道143號北見白糠線＝陸別本通2丁目（重疊路段）
  - 國道242號＝陸別本通1丁目（終點）
  - 北海道道502號斗滿陸別停車場線＝陸別大通1丁目（終點）

## 歷史
- 1957年7月25日 路線勘定，編號為273。（昭和32年北海道告示第1487號）
- 1994年10月1日 路線編號變更。（平成6年北海道告示第1468號）

## 主要橋梁
- 作集橋

## 其他
- 此路線有時於陸別町陸山等地點附近，會有鹿出沒，在傍晚、夜間、早晨通行時必須特別注意（關於鹿出沒造成的危險，並不限於此路線）。
- 網走市 - 帶廣市的捷徑路線。